# Compton (Kalifornia)
Compton – miasto położone w południowej części hrabstwa Los Angeles, Kalifornia, ok. 16 kilometrów na południe od centrum Los Angeles. W 2024 roku populacja wynosiła 91,1 tys. mieszkańców. Miasto odegrało istotną rolę w rozwoju kultury hip-hopowej i historycznie było związane z wyzwaniami społecznymi, w tym przestępczością gangów.
Z Compton pochodziły światowej sławy tenisistki Serena i Venus Williams, a także wielu wpływowych artystów hip-hopowych, w tym pionierzy gangsta rapu N.W.A (Eazy-E, Dr. Dre, Ice Cube) oraz inni znaczący raperzy, jak Kendrick Lamar, DJ Quik, Game, czy MC Eiht. 

## Gospodarka
W mieście historycznie rozwinął się przemysł lotniczy, petrochemiczny oraz elektroniczny. Współcześnie, gospodarka Compton koncentruje się wokół transportu i logistyki, czyniąc miasto ważnym centrum dystrybucyjnym (np. dla Kroger Company). Jest to efekt strategicznego położenia w pobliżu głównych autostrad oraz portów Los Angeles i Long Beach. Ponadto, w ramach przemysłu wytwórczego dominują branże: chemiczna (Henkel), wyroby metalowe (Compton Steel), tworzywa sztuczne, sprzęt transportowy (Forged Solutions Group) i przetwórstwo żywności.

## Historia i demografia
Po II wojnie światowej, w ramach tzw. "Wielkiej Migracji", miasto stało się ważnym ośrodkiem osadnictwa Afroamerykanów, którzy w połowie XX wieku stanowili większość jego mieszkańców. Od lat 80. XX wieku odnotowano znaczący wzrost populacji Latynosów, głównie pochodzenia meksykańskiego, którzy obecnie stanowią największą grupę etniczną w mieście.
W latach 80. i 90. XX wieku Compton zmagało się z wysokimi wskaźnikami przestępczości i aktywnością gangów, także zyskało miano „stolicy morderstw USA”. W 2018 roku wskaźnik morderstw/zabójstw w Compton wynosił 22,50 na 100 tys. mieszkańców, podczas gdy średnia krajowa w USA to 4,96, a dla Kalifornii 4,40, co oznacza ponad czterokrotnie wyższą wartość niż średnie krajowe i stanowe.
Według danych pięcioletnich z 2023 roku, 25,3% mieszkańców to czarnoskórzy Amerykanie lub Afroamerykanie, 25% deklarowało przynależność do dwóch lub więcej ras, 14% stanowili biali (0,7% nie licząc Latynosów), 1,2% Azjaci, 0,8% to rdzenna ludność Ameryki i 0,13% Hawajczycy i osoby pochodzące z innych wysp Pacyfiku. Latynosi jakiejkolwiek rasy stanowili 71,2%.
62,4% deklaruje pochodzenie meksykańskie, podczas gdy 30,6% mieszkańców miasta urodziło się poza granicami USA.

## Miasta partnerskie
- Onitsha, Nigeria (2010)[7]
- Apia, Samoa (2010)[7]
- Tyrgowiszte, Bułgaria (2010)